# Música + Alma + Sexo
Música + Alma + Sexo (с исп. — «Музыка + Душа + Секс») — девятый студийный альбом пуэрто-риканского автора-исполнителя Рики Мартина. Он был выпущен 31 января 2011 г. в Европе на Columbia Records, 1 февраля 2011 г. в Северной Америке на Sony Music Latin. В создании альбома приняли участие Джосс Стоун, Наталья Хименес и пуэрто-риканский реггетон-дуэт Wisin & Yandel, вклад внесли также Томми Денандер, John 5 и Джош Фриз. В него вошли песни на испанском и английском.
Делюкс Выпуск нового альбома Рики Мартина был выпущен на Target. В него вошло семь эксклюзивных треков, включая танцевальные миксы, две англоязычные версии («Liar», англоязычная версия «No Te Miento» и «Too Late Now», англоязычная версия «Será Será») невыпущенная песня и сольные версии синглов «The Best Thing About Me Is You» и «Lo mejor de mi vida eres tú».
Альбом был выпущен на цифровых носителях 14 ноября 2011 под названием «Más Música + Alma + Sexo» с новым бонусом и ремиксами.

## Предпосылка
В интервью с Billboard Мартин признался, что он написал альбом по пути от Майами до дома в Голден-Бич. Дезмонд Чайлд практически переехал со всей семьей. Он пояснил: «[У нас] были две студии: одна для программиста, другая для записи басов, гитар и барабанов». Рики рассказал про стиль альбома: «Он более энергичный потому, что я на таком этапе жизни, когда просто хочу быть, быть свободным и естественным». Мартин признался, что он и его команда «написали как минимум 60 песен, конечно, все они не вошли. Самые подходящие появились в альбоме. Я думаю, эти песни могли бы стать балладами. Самое важное в этом альбоме — это то, что он и для слушателей, и для музыкантов. Здесь присутствует грандиозная музыкальность».

## Продвижение и синглы
Рики Мартин начал серию концертов в Пуэрто-Рико, США и Канаде как часть его тура Música + Alma + Sexo World Tour. Это восьмой концертный тур Мартина. С ним он также посетил Европу, Центральную и Южную Америку.
- «The Best Thing About Me Is You» был выпущен в качестве первого сингла из альбома 2 ноября 2010 года. Он дебютировал семьдесят-четвёртой строкой в Billboard Hot 100. Испаноязычная версия «Lo mejor de mi vida eres tú» достигла первой позиции в Hot Latin Songs.[7]
- «Shine» был выпущен в цифровой дистрибуции 21 декабря 2010 г. для продвижения Música + Alma + Sexo.[8] Он не был официальным синглом. Испаноязычная версия также вошла в альбом под названием «Te Vas».
- «Más» был выпущен вторым синглом 5 апреля 2011 г. Песня достигла пика на тринадцатой строке в Billboard Latin Songs и второй в Latin Pop Songs.[9]
- «Frío» (Ремикс) был выпущен третьим синглом 11 июля 2011. Рики Мартин снял клип с Wisin & Yandel в Буэнос-Айресе 6 июня 2011.
- «Samba» была выпущена эксклюзивно в Бразилии совместным синглом с бразильской певицей Клаудией Лейте. Несмотря на это, «Samba» — неофициальный сингл с «Musica + Alma + Sexo». Клип впервые вышел в свет 18 сентября 2011.

## Появление в чарте
Música + alma + sexo дебютировал третьей строкой в Billboard 200, с продажами 32,000 копий. У альбома была самая высокая позиция в чарте для испаноязычного альбома со времен альбома номер один Селены Dreaming of You; который провел первые три недели в чарте в Billboard 200 в 1995 г. Это был также самый высокий чартовый дебют в Sony Music Latin.
Música + alma + sexo — первый альбом Мартина с самой высокой позицией в чарте со времен Ricky Martin, который стартовал на первой строке в мае 1999. Это его четвёртый альбом, попавший в топ-10, и его первый (в основном) испаноязычный альбом, ставший хитом. Предыдущий испаноязычный альбом Мартина с самой высокой позицией был Almas del silencio.

## Отзывы критиков
| Совокупная оценка  | Совокупная оценка |
| Источник           | Оценка            |
| ------------------ | ----------------- |
| Metacritic         | (72/100)          |
| Оценки критиков    |                   |
| Источник           | Оценка            |
| About.com          | [ 14 ]            |
| Allmusic           | [ 15 ]            |
| Billboard          | (положительный)   |
| Canal Pop          | [ 17 ]            |
| Club Fonograma     | (48/100)          |
| Houston Chronicle  | [ 19 ]            |
| Latina             | (положительный)   |
| Los Angeles Times  | [ 21 ]            |
| New York Post      | [ 22 ]            |
| The New York Times | (положительный)   |

После релиза альбом получил в основном одобрительные отзывы от многих критиков, основываясь на общем счете 72/100 из Metacritic. Стивен Томас Эрлевайн из Allmusic оценил его в 3 звезды (из 5) и пояснил: «По сути эта свобода от ожиданий дала ему простор для странствия по „Música + Alma + Sexo“, и это ведет к тому, что он не чувствует себя обязанным посвятить эту запись английскому языку». Обзор Billboard был также позитивным: «Мартин во многом уходит от простой романтичности к более позитивным посланиям, которые прославляют свободу и разнообразие, темам, которые затрагивают его прошлогодний камин-аут». Эрнесто Лечнер из Los Angeles Times дал положительный обзор, сказав: «Мартин редко выходит за пределы ограниченных параметров коммерческой латиноамериканской музыки, но искренность его взглядов дает ему фору в соревновании». Джон Пэрелес из The New York Times был более позитивным, сообщив: «В этом альбоме его обычные наставления как получить удовольствие от жизни смешиваются с манифестами каминг-аута, и он смеется сквозь все это».
Карлос Квинтана из About.com поставил четыре звезды (из пяти) и дал позитивный обзор альбом, прокомментировав: «Música + Alma + Sexo — это альбом, который отражает настоящий момент Рики и преподносит как энергичные, так и расслабляющие песнии, которые наполнены глубоким смыслом». Дэн Акуилэйнт из New York Post сказал: «Рики Мартин вернулся к своим латиноамериканским корням с почти испаноязычным альбомом в стиле современной танцевальной и поп-музыки. На нём есть динамические баллады, такие как „Tú y Yo“, но что-то захватывающее этого диска заключено в ярких латиноамериканских поп мелодиях, таких как „Más“, в которой Мартин пытается ухватить стиль улиц испанского Гарлема в начале 90-х». Джоуи Герра из Houston Chronicle продолжил: «Мартин заставляет двигаться бедрами, а сердце парить… с симфонической аранжировкой и танцевальными данс-рок ритмами… „Shine“ навевает ностальгию и это самая трогательная англоязычная песня Мартина за все года». Грэйс Бэстидас из Latina высказала позитивное мнение: «этот поп альбом как будто стал воплотившейся мечтой Мартина, который находился под всеобщим вниманием со времени вступления в группу „Менудо“ в 12 лет, и наконец-таки он может стать самим собой. Он преисполнен гордостью — и это определенно заразительно».

## Список композиций
- Продюсером всех песен стал Дезмонд Чайлд, за исключением «Frío» (Remix), где продюсерами стали Дезмонд Чайлд, Wisin & Yandel и Tainy.
- Все песни написаны Дезмондом Чайлдом и Рики Мартином. Дополнительные авторы указаны ниже.

| №   | Название                                                    | Автор(ы)                                        | Длительность |
| --- | ----------------------------------------------------------- | ----------------------------------------------- | ------------ |
| 1.  | «Más»                                                       | Клацдиа Брант, Tainy, Феррас Алкаиси            | 4:09         |
| 2.  | «Frío» (Дополнительные голоса от Yandel)                    | Хуан Луис Морера, Яндел Венгийя, Марко Масис    | 3:22         |
| 3.  | «Lo mejor de mi vida eres tú» (при участии Натальи Хименес) | Брант, Эрик Базилиан, Андреас Карлссон          | 3:38         |
| 4.  | «Te vas»                                                    | Дэн Кейс, Брант                                 | 4:30         |
| 5.  | «Tú y yo»                                                   | Брант                                           | 6:15         |
| 6.  | «Cántame tu vida»                                           | Брант, Дэвид Кабрера, Лестер Мендез             | 4:38         |
| 7.  | «Te busco y te alcanzo»                                     | Фернандо Осорио, Лорен Кристи, Алкаиси          | 3:28         |
| 8.  | «Será será»                                                 | Брант, Алкаиси, Тейни                           | 3:27         |
| 9.  | «No te miento»                                              | Джоди Марр, Кристи, Алкаиси                     | 3:30         |
| 10. | «Basta ya»                                                  | Брант, Кабрера, Федерико Виндвер                | 4:30         |
| 11. | «The Best Thing About Me Is You» (при участии Джосс Стоун)  | Базиллиан, Карлссон                             | 3:37         |
| 12. | «Shine»                                                     | Куйс                                            | 4:46         |
| 13. | «Frío (Remix)» (при участии Wisin & Yandel)                 | Хуан Луис Морера, Льяндэль Вегилья, Марко Масис | 3:36         |

| №   | Название                                             | Длительность |
| --- | ---------------------------------------------------- | ------------ |
| 14. | «The Best Thing About Me Is You» (при участии Эдиты) | 3:37         |

| №   | Название                                                           | Длительность |
| --- | ------------------------------------------------------------------ | ------------ |
| 14. | «Too Late Now»                                                     | 3:27         |
| 15. | «Liar»                                                             | 3:30         |
| 16. | «Soñador»                                                          | 4:35         |
| 17. | «Lo mejor de mi vida eres tú (Spanish Jump Smokers Dance Version)» | 4:42         |
| 18. | «The Best Thing About Me Is You (Jump Smokers Dance Version)»      | 5:13         |
| 19. | «Lo mejor de mi vida eres tú (Соло)»                               | 3:38         |
| 20. | «The Best Thing About Me Is You (Соло)»                            | 3:36         |

| №   | Название                                                    | Длительность |
| --- | ----------------------------------------------------------- | ------------ |
| 1.  | «Más»                                                       | 4:09         |
| 2.  | «Frío»                                                      | 3:22         |
| 3.  | «The Best Thing About Me Is You» (при участии Джосс Стоун)  | 3:38         |
| 4.  | «Te Vas»                                                    | 4:30         |
| 5.  | «Tú y yo»                                                   | 6:15         |
| 6.  | «Cántame tu vida»                                           | 4:38         |
| 7.  | «Te busco y te alcanzo»                                     | 3:28         |
| 8.  | «Too Late Now»                                              | 3:27         |
| 9.  | «Samba (Deeplick Carnival Mix)» (при участии Клаудии Лейте) | 4:57         |
| 10. | «Shine»                                                     | 4:46         |
| 11. | «Basta ya»                                                  | 4:30         |
| 12. | «Liar»                                                      | 3:30         |
| 13. | «Samba (Dub2deep Remix)» (при участии Клаудии Лейте)        | 5:00         |

| №   | Название                                                           | Длительность |
| --- | ------------------------------------------------------------------ | ------------ |
| 1.  | «Lo mejor de mi vida eres tú» (при участии Натальи Хименес)        | 3:38         |
| 2.  | «The Best Thing About Me Is You» (при участии Джосс Стоун)         | 3:38         |
| 3.  | «Más»                                                              | 4:09         |
| 4.  | «Frío (Remix Radio Edit)» (при участии Wisin & Yandel)             | 3:36         |
| 5.  | «Tú y yo»                                                          | 6:15         |
| 6.  | «Basta ya»                                                         | 4:30         |
| 7.  | «Too Late Now»                                                     | 3:27         |
| 8.  | «Liar»                                                             | 3:30         |
| 9.  | «Soñador»                                                          | 4:34         |
| 10. | «Samba» (при участии Клаудии Лейте)                                | 3:08         |
| 11. | «Lo mejor de mi vida eres tú (Spanish Jump Smokers Dance Version)» | 4:41         |
| 12. | «The Best Thing About Me Is You (Jump Smokers Dance Version)»      | 5:10         |
| 13. | «Más (Wally López Ibiza Es Más Radio RMX)»                         | 4:26         |
| 14. | «Más (Wally López Bilingual Remix)»                                | 4:26         |
| 15. | «Más (Ralphi Rosario Spanish Radio Remix)»                         | 4:07         |
| 16. | «Frío (Wally López Remix)»                                         | 3:15         |

| №   | Название                                                           | Длительность |
| --- | ------------------------------------------------------------------ | ------------ |
| 1.  | «Más»                                                              | 4:09         |
| 2.  | «Frío»                                                             | 3:22         |
| 3.  | «Lo Mejor de Mi Vida Eres Tú» (при участии Натальи Хименес)        | 3:38         |
| 4.  | «Te vas»                                                           | 4:30         |
| 5.  | «Tú y yo»                                                          | 6:15         |
| 6.  | «Cántame tu vida»                                                  | 4:38         |
| 7.  | «Te busco y te alcanzo»                                            | 3:28         |
| 8.  | «Será será»                                                        | 3:27         |
| 9.  | «No te miento»                                                     | 3:30         |
| 10. | «Basta ya»                                                         | 4:30         |
| 11. | «The Best Thing About Me Is You» (при участии Джосс Стоун)         | 3:37         |
| 12. | «Shine»                                                            | 4:46         |
| 13. | «Frío (Remix Radio Edit)» (при участии Wisin & Yandel)             | 3:36         |
| 14. | «Too Late Now»                                                     | 3:27         |
| 15. | «Liar»                                                             | 3:30         |
| 16. | «Soñador»                                                          | 4:34         |
| 17. | «Samba» (при участии Клаудии Лейте)                                | 3:08         |
| 18. | «Lo mejor de mi vida eres tú (Spanish Jump Smokers Dance Version)» | 4:41         |
| 19. | «The Best Thing About Me Is You (Jump Smokers Dance Version)»      | 5:10         |
| 20. | «Más (Wally López Ibiza Es Más Radio RMX)»                         | 4:26         |
| 21. | «Más (Wally López Bilingual Remix)»                                | 4:26         |
| 22. | «Más (Ralphi Rosario Spanish Radio Remix)»                         | 4:07         |
| 23. | «Frío (Wally López Remix)»                                         | 3:15         |

| №  | Название                         | Длительность |
| -- | -------------------------------- | ------------ |
| 1. | «Lo mejor de mi vida eres tú»    |              |
| 2. | «The Best Thing About Me Is You» |              |
| 3. | «Frío»                           |              |
| 4. | «Samba»                          |              |

## Чарты
| Чарт (2011)                   | Наивысшая позиция |
| ----------------------------- | ----------------- |
| Argentinian Albums Chart      | 1                 |
| Belgian Wallonia Albums Chart | 82                |
| Canadian Albums Chart         | 60                |
| Greek Albums Chart            | 5                 |
| Italian Albums Chart          | 52                |
| Mexican Albums Chart          | 2                 |
| Spanish Albums Chart          | 3                 |
| Swiss Albums Chart            | 49                |
| US Billboard 200              | 3                 |
| US Billboard Top Latin Albums | 1                 |
| US Billboard Latin Pop Albums | 1                 |

| Чарт (2011)                   | Позиция |
| ----------------------------- | ------- |
| Mexican Albums Chart          | 40      |
| US Billboard Top Latin Albums | 8       |
| US Billboard Latin Pop Albums | 6       |

## Сертификации
| Регион                                                      | Сертификация       | Продажи  |
| ----------------------------------------------------------- | ------------------ | -------- |
| Аргентина (CAPIF)                                           | Платиновый         | 40 000^  |
| Chile (IFPI Chile)                                          | 2× Платиновый      |          |
| Колумбия (ASINCOL)                                          | 2× Платиновый      |          |
| Франция                                                     | —                  | 32,000   |
| Мексика (AMPROFON)                                          | Платиновый         | 60 000^  |
| США (RIAA)                                                  | Золотой (Latin)    | 50 000^  |
| США (RIAA) · (Deluxe Edition)                               | Платиновый (Latin) | 100 000^ |
| Venezuela (AVINPRO)                                         | Платиновый         |          |
| ^ Данные о тиражах приведены только на основе сертификации. |                    |          |

## История релиза
| Регион            | Дата              | Лейбл                    | Формат               | Каталог      |
| ----------------- | ----------------- | ------------------------ | -------------------- | ------------ |
| Европа            | 31 января 2011    | Sony Music Entertainment | CD                   | 88697544722  |
| Северная Америка  | 1 февраля 2011    | Sony Music Latin         | CD                   | 754472       |
| Австралия         | 11 февраля 2011   | Sony Music Entertainment | CD                   | 88697544722  |
| Австрия, Германия | 25 февраля 2011   | Sony Music Entertainment | CD                   | 88697841132  |
| Япония            | 16 марта 2011     | Sony Music Japan         | CD                   | SICP-3025    |
| Бразилия          | 15 апреля 2011    | Sony Music Entertainment | CD                   | 886978411228 |
| Великобритания    | 18 апреля 2011    | Sony Music Entertainment | CD                   | 88697544722  |
| США               | November 14, 2011 | Sony Music Latin         | цифровая дистрибуция |              |
| США               | 15 ноября 2011    | Sony Music Latin         | CD/DVD               | 886979827424 |
| Южная Америка     | 22 ноября 2011    | Sony Music Latin         | CD/DVD               | 7987202      |